# Serres (stad)
Serres (Grieks: Σέρρες) is sedert 2011 een fusiegemeente (dimos) in de bestuurlijke regio (periferia) Centraal-Macedonië.
De zes deelgemeenten (dimotiki enotita) van de fusiegemeente zijn:
- Ano Vrontou (Άνω Βροντού)
- Kapetan Mitrousi (Καπετάν Μητρούσι)
- Lefkonas (Λευκώνας)
- Oreini (Ορεινή)
- Serres (Σέρρες)
- Skoutari (Σκουτάρι)

Serres ligt zo’n 70 km ten noordoosten van de hoofdstad van de regio, Thessaloniki.

## Geboren
- Efstathios Tavlaridis (25 januari 1980), voetballer
- Angelos Charisteas (9 februari 1980), voetballer
- Giorgos Georgiadis (14 november 1987), voetballer
- Andreas Gianniotis (18 december 1992), voetballer

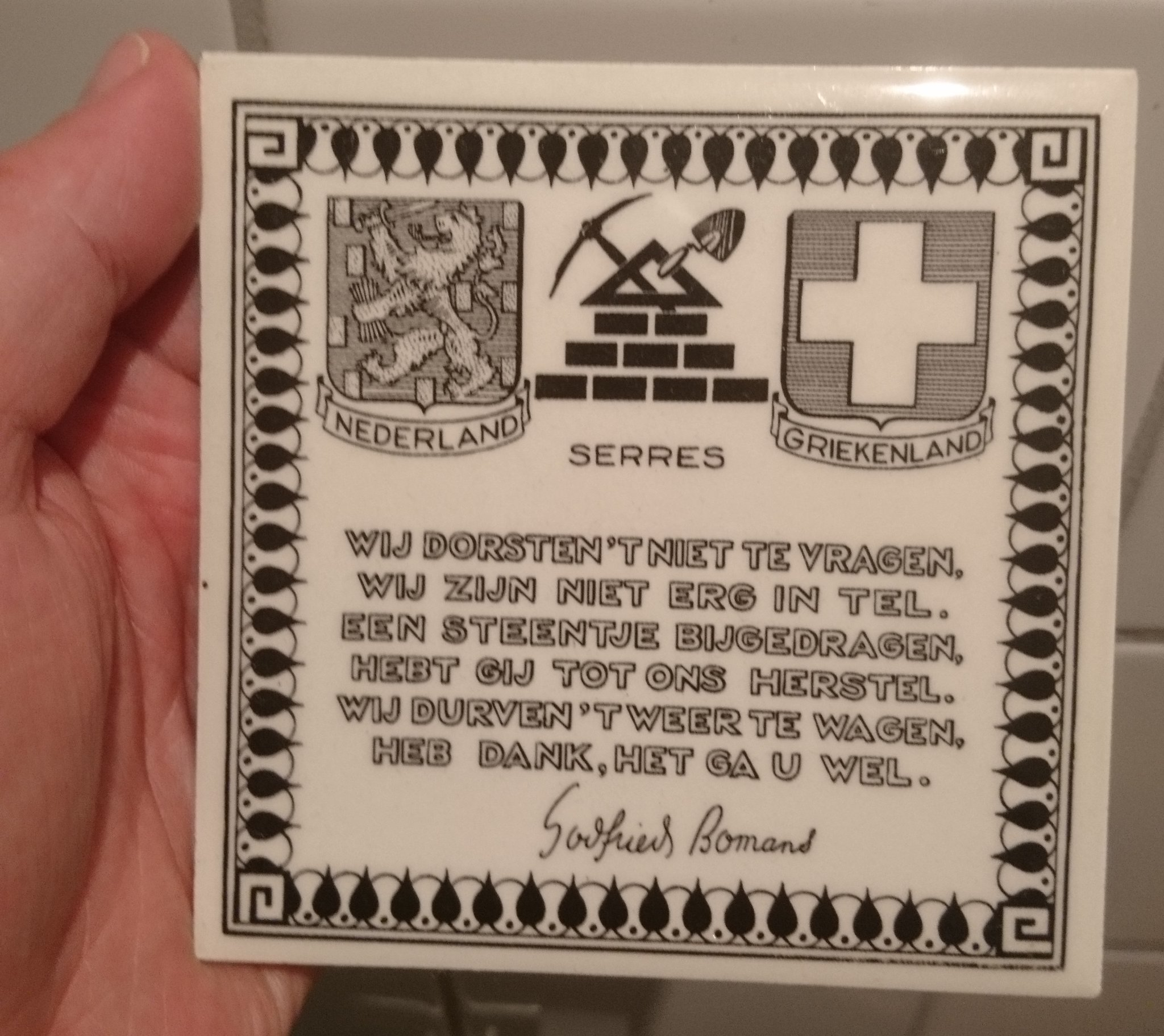
Gedicht van Godfried Bomans over Serres; tegeltje voor hulpactie na aardbeving in 1963